# Заява діячів культури на підтримку дій Путіна в Україні та Криму
Заява діячів культури на підтримку дій Путіна в Україні та Криму — серія публічних заяв діячів культури Російської Федерації до президента Володимира Путіна на підтримку його дій щодо України та Криму.

## Заява Спілки письменників Росії

### Текст заяви Спілки письменників Росії
7 березня 2014 року Спілка письменників Росії на своєму сайті опублікувала відкритий лист до Володимира Путіна і Федеральних Зборів РФ, в якому повністю підтримала позицію Росії і особисто Путіна:
| У цей тривожний час, коли вирішується доля не тільки Росії і України, а й усієї нашої європейської цивілізації, ми висловлюємо свою підтримку Вашої твердої і відповідальної позиції. Зробивши руками фашистських молодчиків державний переворот у Києві, деструктивні сили Заходу перейшли у відкритий наступ на головний моральний підсумок Другої світової війни — на заборону та осуд ідеологій фашизму і нацизму. Щонайменше, цинічними виглядають сьогодні крики про втручання Росії у справи суверенної України з боку саме тих західних політиків, які ще вчора ходили по Майдану, прикрашеному фашистськими прапорами і, роздаючи пиріжки, підбурювали натовп до повалення законної влади і до протистояння з Росією. В результаті в Києві незаконно прийшли до влади політики, стурбовані не забезпеченням правопорядку і безпеки громадян, не припиненням «революційного» розбою і насильства, а забороною російської мови і переслідуванням всіх, хто розмовляє російською мовою, хто читає Пушкіна, Гоголя, Тургенєва, Достоєвського, Толстого, Чехова, Шолохова. А це вже вірна ознака повного здичавіння. Це означає, що скоро, як у третьому рейху, запалають книги найбільших представників світової літератури. Одним із перших законів, прийнятих під дулами автоматів, став закон, що дозволяє громити символи перемоги над фашизмом і знаки тієї радянської епохи, з якою ця перемога пов'язана. Оригінальний текст (рос.) В это тревожное время, когда решается судьба не только России и Украины, но и всей нашей европейской цивилизации, мы выражаем свою поддержку Вашей твердой и ответственной позиции. Совершив руками фашиствующих молодчиков государственный переворот в Киеве, деструктивные силы Запада перешли в открытое наступление на главный нравственный итог второй мировой войны — на запрет и осуждение идеологий фашизма и нацизма. По меньшей мере, циничными выглядят сегодня крики о вмешательстве России в дела суверенной Украины со стороны именно тех западных политиков, которые еще вчера прогуливались по Майдану, украшенному фашистскими знаменами и, раздавая пирожки, подстрекали толпу к свержению законной власти и к противостоянию с Россией. В результате в Киеве незаконно пришли к власти политики, озабоченные не обеспечением правопорядка и безопасности граждан, не прекращением «революционного» разбоя и насилия, а запретом русского языка и преследованием всех, кто говорит по-русски, кто читает Пушкина, Гоголя, Тургенева, Достоевского, Толстого, Чехова, Шолохова. А это уже верный признак полного одичания. Это значит, что скоро, как в третьем рейхе, запылают книги величайших представителей мировой литературы. Одним из первых законов, принятых под дулами автоматов, стал закон, позволяющий громить символы победы над фашизмом и знаки той советской эпохи, с которой эта победа связана. |

## Заява діячів культури

### Текст заяви діячів культури
11 березня 2014 року заяву діячів культури на підтримку дій Путіна в Україні та Криму опублікували на сайті Міністерства культури Російської Федерації:

| У дні, коли вирішується доля Криму та наших співвітчизників, діячі культури Росії не можуть бути байдужими спостерігачами з холодним серцем. Наша спільна історія і спільні корені, наша культура та її духовні витоки, наші фундаментальні цінності та мова об'єднали нас назавжди. Ми хочемо, щоб спільність наших народів і наших культур мала міцне майбутнє. Ось чому ми твердо заявляємо про підтримку позиції Президента Російської Федерації щодо України та Криму. Оригінальний текст (рос.) В дни, когда решается судьба Крыма и наших соотечественников, деятели культуры России не могут быть равнодушными наблюдателями с холодным сердцем. Наша общая история и общие корни, наша культура и ее духовные истоки, наши фундаментальные ценности и язык объединили нас навсегда. Мы хотим, чтобы общность наших народов и наших культур имела прочное будущее. Вот почему мы твердо заявляем о поддержке позиции Президента Российской Федерации по Украине и Крыму. |

### Кількість підписантів
Відпочатку заяву підписали 85 осіб. Після того кількість підписантів зростала та 14 березня 2014 року склала 514 осіб. Пізніше троє підписантів — художники Айдан і Таїр Салахови й архітектор Юрій Гнедовський — зникли зі списку. Станом на 19 березня список стабілізувався на кількості 511-ти підписантів. У зв'язку з великою кількістю листів і дзвінків сайт був змушений через кілька днів призупинити збір підписів та вибачитися за допущені помилки.

### Список підписантів

#### Початковий список
Список, що фігурує в газеті «Известия» від 11 березня 2014 року.
1. Антонова І. А. — президент ДМОМ ім. А. С. Пушкіна.
2. Бабенко А. О. — заслужена артистка Росії.
3. Бабкіна Н. Г. — народна артистка Росії.
4. Бак Д. П. — директор Літературного музею.
5. Баталов А.  В. — народний артист СРСР.
6. Башмет Ю. А. — народний артист СРСР.
7. Безруков С. В. — народний артист Росії.
8. Бєлонович Г. І. — директор Державного будинку-музею П. І. Чайковського.
9. Бобков К. В. — директор Музею-заповідника А. Чехова.
10. Богачова В. П. — народна артистка СРСР.
11. Бондарчук Ф. С. — режисер.
12. Бондарчук Н. С. — заслужена артистка Росії.
13. Бортко В. В. — народний артист Росії.
14. Боярський М. С. — народний артист РРФСР.
15. Бризгалов М. А. — директор Державного центрального музею імені Глінки.
16. Булдаков О. І. — народний артист Росії.
17. Бурляєв М. П. — народний артист Росії.
18. Буров М. В.[ru] — народний артист Росії.
19. Бусигін А. Є.[ru] — директор Державного музею-садиби «Архангельське».
20. Бутман В. М.[en] — народний артист Росії.
21. Вєдєняпіна М. О.[ru] — директор Російської державної дитячої бібліотеки.
22. Вислий А. В.[ru] — генеральний директор Російської державної бібліотеки.
23. Гагаріна О. Ю. — директор музею-заповідника «Московський Кремль».
24. Газманов О. М. — народний артист Росії.
25. Гергієв В. А. — художній керівник «Маріїнського театру».
26. Говорухін С. С. — народний артист Росії.
27. Гордєєв В. М.[ru] — народний артист СРСР.
28. Грачевський Б. Ю. — керівник дитячого кіножурналу «Єралаш».
29. Гусєв В. О. — директор Російського музею.
30. Дружиніна С. С. — народна артистка Росії.
31. Забаровський В. І. — директор музею ВВВ на Поклонній горі.
32. Запашний Е. В.[ru] — директор Великого Московського державного цирку.
33. Зенгін С. С. — ректор Краснодарського державного університету культури.
34. Кальницька Е. Я. — генеральний директор ГМЗ «Петергоф».
35. Кара Ю. В. — сценарист.
36. Клебанов В. С. — народний артист Росії.
37. Князєв Е. В. — ректор Театрального інституту ім. Щукіна.
38. Ковальчук А. Н. — голова Спілки художників Росії.
39. Константинов А. Д. — письменник.
40. Крок К. І. — директор Державного академічного театру ім. Є. Вахтангова.
41. Кролл А. О. — народний артист Росії.
42. Лановий В. С. — народний артист СРСР.
43. Левикін О. К. — директор Державного історичного музею.
44. Леонова М. К. — ректор Московської державної академії хореографії.
45. Лещенко Л. В. — народний артист РРФСР.
46. Лісовий А. М. — генеральний директор ВНРЦ ім. І. Е. Грабаря.
47. Ліпс Ф. Р.[ru] — професор Російської академії музики імені Гнесіних.
48. Лунгін П. С. — народний артист Росії.
49. Малишев В. С. — ректор ВДІК.
50. Маяровська Р. В. — ректор Російської академії музики імені Гнесіних.
51. Мацуєв Д. Л. — народний артист Росії.
52. Мелік-Пашаєва К. Л. — ректор Російської академії театрального мистецтва.
53. Мельникова А. Р. — заслужена артистка Росії.
54. Мірошниченко С. В. — режисер.
55. Михайлов А. Я. — народний артист РРФСР.
56. Михайловський С. В. — ректор Інститут імені І. Ю. Рєпіна.
57. Могучий А. А. — художній керівник ВДТ імені Товстоногова.
58. Морозов А. В. — директор Державного академічного художнього училища.
59. Назаров Ю. В. — народний артист Росії.
60. Пожигайло П. А.[ru] — директор Всеросійського хорового товариства.
61. Пореченков М. Є. — заслужений артист Росії.
62. Расторгуєв Н. В. — народний артист Росії.
63. Розум Ю. О. — народний артист Росії.
64. Сенчина Л. П. — народна артистка Росії.
65. Соломін Ю. М. — художній керівник Малого театру Росії.
66. Соколов А. С. — ректор Державної консерваторії ім. П. І. Чайковського.
67. Співаков В. Т. — народний артист СРСР.
68. Стадлер С. В. — народний артист Росії.
69. Табаков О. П. — художній керівник МХТ ім. А. П. Чехова.
70. Тализіна В. І. — народна артистка РРФСР.
71. Таратинова О. В. — директор ГМЗ «Царське Село».
72. Теличкина В. І. — народна артистка Росії.
73. Урін В. Р.[ru] — генеральний директор «Большого театру».
74. Учитель О. Ю. — народний артист Росії.
75. Федоров В. В.[ru] — президент Російської державної бібліотеки.
76. Фокін В. В.[ru] — художній керівник Александрінського театру.
77. Фурманов Р. Д.[ru] — художній керівник театру «Російська антреприза» ім. А. Миронова.
78. Хазанов Г. В. — народний артист РРФСР.
79. Хомова О. С. — директор Державної академічної капели Санкт-Петербурга.
80. Хотиненко В. І.[ru] — народний артист Росії.
81. Церетелі З. К. — президент Російської академії мистецтв.
82. Цискарідзе Н. М. — народний артист Росії.
83. Чурсіна Л. А. — народна артистка СРСР.
84. Шахназаров К. Р. — генеральний директор «Мосфільму».

#### Повний список
Перелік підписантів, викладений на офіційному сайті Міністерства культури Російської Федерації.
А
1. Абдуллін Рубін Кабірович — ректор Казанської державної консерваторії імені Н. Г. Жиганова.
2. Абрамова Лідія Павлівна — народна артистка РФ, професор Академії хорового мистецтва В. С. Попова.
3. Адабаш'ян Олександр Артемович — російський сценарист, художник, актор, заслужений художник РСФСР.
4. Афанасьєва-Адамова Айталіна Савічна — заслужена артистка Росії.
5. Азаров Микола Миколайович — ректор Академії хорового мистецтва В. С. Попова.
6. Айгумов Айгум Ельдарович — художній керівник Дагестанського державного Кумикського музично-драматичного театру ім. А. П. Салаватова.
7. Акрітас Альбіна Георгіївна — народний художник Росії.
8. Алімов Сергій Олександрович — народний художник Росії.
9. Алінт А. В. — заслужений діяч мистецтв Росії (Іркутська область).
10. Алфьорова Е. К. — мистецтвознавець.
11. Амбарцумян Едуард Борисович — художній керівник Брянського губернаторського симфонічного оркестру.
12. Андріянов А. А. — директор Менделєєвського краєзнавчого музею.
13. Антонов Д. Б. — директор Державного НДІ реставрації.
14. Антонова Ірина Олександрівна — директор Державного музею образотворчого мистецтва імені О. С. Пушкіна.
15. Апанаєва Гюзель Махмудівна — директор школи-студії (технікума) при Державному академичному ансамблі народного танцю ім. Ігоря Моісєєва.
16. Артюшкіна Катерина Анатоліївна — директор Санкт-Петербурзького державного бюджетного закладу культури «Петербург-концерт».
17. Арустамова Л.М., заслужений працівник культури Росії.
18. Аршинов В.П., голова ОВТО «Союз художників Росії Республіки Татарстан».
19. Асфандьярова Аміна Ібрагімівна — ректор Уфімської державної академії мистецтв ім. Загіра Ісмагілова.
20. Ахмадов Рамзан Аюбович — народний артист Росії (Чеченська Республіка).
21. Ахметзянов Ільдус Ханифович — народний артист Республіки Татарстан.
22. Ахметова Лідія Олексіївна — заслужений артист Російської Федерації, народний артист Республіки Татарстан.
23. Ашхотов Беслан Галимович — професор Північно-Кавказького державного інституту мистецтв.
Б
24. Бабенко Альона Олегівна — заслужена артистка Росії.
25. Бабенко Володимир Гаврилович — ректор Єкатеринбурзького державного театрального інституту.
26. Бабкіна Надія Георгіївна — народна артистка Росії.
27. Багдасарян Рафаель Оганесович — народний артист Росії.
28. Бадьяров Валентин Миколайович — соліст Білоруської державної філармонії, учасник ВІА «Пісняри» (1970—1972, 1974—1975).
29. Бак Дмитро Петрович — директор Державного літературного музею.
30. Бальжанов Ц.Д., заслужений діяч мистецтв Росії (Республіка Бурятія).
31. Баталов Олексій Володимирович — народний артист СРСР.
32. Батурин А.К., заступник голови Спілки композиторів Росії.
33. Бачурин І.В., продюсер
34. Башмет Юрій Абрамович — народний артист СРСР.
35. Бедіна Г.Ф., директор Амурського державного театру драми.
36. Безродна Світлана Борисівна — народна артистка Росії, художній керівник «Вівальді-оркестру».
37. Безруков Сергій Віталійович — народний артист Росії.
38. Беланович Галина Іванівна — директор Державного будинку-музею П. І. Чайковського.
39. Бєлоусов Михайло Романович — директор Палехського художнього училища ім. М. Горького.
40. Бєляєва Н. В. — президент Пермської державної художньої галереї, заслужений працівник культури Росії.
41. Березовський Ю.А., кандидат технічних наук.
42. Бічуков Анатолій Андрійович — народний художник РРФСР
43. Биков В.В. - режисер
44. Бистрицька Еліна Авраамівна — народна артистка СРСР.
45. Бобков Констянтин Васильович — директор Державного літературно-меморіального музею-заповідника А. П. Чехова (Садиба Меліхово).
46. Боброва С.Л., кандидат мистецтвознавства.
47. Бобикін А.Л., заслужений художник Росії.
48. Богачова Ірина Петрівна — народна артистка СРСР.
49. Борисова О.І., мистецтвознавець
50. Бондарчук Федір Сергійович — режисер.
51. Бондарчук Наталія Сергіївна — заслужена артистка Росії.
52. Бортко Володимир Володимирович — народний артист Росії.
53. Бояков Едуард Владиславович — продюсер, театральний режисер, ректор Воронезької державної академії мистецтв.
54. Боярський Михайло Сергійович — народний артист РРФСР.
55. Боярський Петро Володимирович — заступник директора Державного НДІ культурної і природної спадщини імені Д. С. Лихачова.
56. Бризгалов Михайло Аркадійович — директор Державного центрального музею ім. Глінки.
57. Бужор Методіє Миколайович — російський оперний і естрадний співак.
58. Буйвол Олександр Олександрович — художній керівник Ансамблю пісні і танцю донських козаків ім. А. Квасова (Ростовська обл.).
59. Булдаков Олексій Іванович — народний артист Росії.
60. «Бурановські бабусі» — фольклорний колектив — народні артистки Удмуртської Республіки: Байсарова Г. І., Бегішева А. Г., Дородова З. С., Конєва Г. Н., Пугачова Н. Я., Пятченко В. С., Туктарьова О. Н., Шкляєва Е. С.
61. Бурганов Олександр Миколайович — народний художник Росії.
62. Бурляєв Микола Петрович — народний артист Росії.
63. Буров Микола Віталійович — актор, народний артист Росії.
64. Бутман Ігор Михайлович — саксофоніст, народний артист Росії.
65. Бусигін А.Є., директор державного музею-садиби «Архангельське».
66. Бушнов М.І., народний артист СРСР (Ростовська область).
В
67. Вавакін Леонід Васильович — народний архітектор Росії.
68. Вавилова Наталія Іванівна — директор Музею образотворчих мистецтв Республіки Карелія.
69. Валієв Разіль Ісмагілович — народний поет Республіки Татарстан.
70. Валєєва Зіля Рахим'янівна — директор Музею-заповідника «Казанський кремль».
71. Валерія — співачка, народна артистка Росії.
72. Валиуллина Наиля Рафиковна — директор Республіканської юнацької бібліотеки Татарстану.
73. Ванслов Віктор Володимирович — заслужений діяч мистецтв РРФСР.
74. Василевський Анатолій Олександрович — художній керівник Філармонічного джаз-оркестру Республіки Татарстан.
75. Василевський Олександр Васильович — директор Новосибірського державного хореографічного коледжу.
76. Васильєв Іван Володимирович — соліст балету Михайлівського театру (Санкт-Петербург).
77. Васильєв Юрій Борисович — актор, народний артист Росії.
78. Веденяпіна Марія Олександрівна — директор Російської державної дитячої бібліотеки.
79. Вінукевич Л.В., артист Курської державної філармонії.
80. Вислий Олександр Іванович — генеральний директор Російської державної бібліотеки.
81. Власенко Л.П., заслужений діяч мистецтв Росії.
82. Володіна С.А., кандидат мистецтвознавства.
83. Вороков В.Х., голова Спілки кінематографістів Кабардино-Балкарської Республіки.
84. Ворона Валерій Йосипович — ректор Державного музично-педагогічного інституту ім. М. М. Іпполітова-Іванова.
85. Воронін Валерій Володимирович — директор і художній керівник автономної установи культури Астраханської області «Театр опери і балету».
Г
86. Гагаріна Олена Юріївна — генеральний директор Державного історико-культурного музею-заповідника «Московський Кремль», старша дочка першого космонавта планети Юрія Гагаріна.
87. Газманов Олег Михайлович — народний артист Росії.
88. Гайнулліна А., народна артистка Республіки Татарстан та Росії.
89. Галієв Р.В., директор Нижньокамського драматичного театру ім. Т.Міннуліна.
90. Галкіна Г.А., директор Камчатського крайового центру культури, заслужений працівник культури Росії.
91. Гальцев Юрій Миколайович — заслужений артист Росії.
92. Ганєєва Венера Ахатовна — народна артистка Росії.
93. Гантварг Михайло Ханоновіч — ректор федеральної державної бюджетної освітньої установи вищої професійної освіти «Санкт-Петербурзька державна консерваторія (академія) ім. М. Римського-Корсакова».
94. Гаркаві Дмитро Валентинович — художній керівник народного ансамблю духової музики «Светилен» (Івановська область).
95. Гасташева Наталія Казбулатовна — народна артистка Російської Федерації.
96. Геворкян Христофор Багдасарович — народний художник Росії.
97. Гергієв Валерій Абісалович — народний артист Росії.
98. Герзмава Хібла Леварсівна — народна артистка Росії і Республіки Абхазія.
99. Глухов Віктор Олександрович — народний художник Росії.
100. Говорухін Станіслав Сергійович — народний артист Росії.
101. Голинец Сергій Васильович — кандидат мистецтвознавства.
102. Гордєєв В. Д. — директор Нижегородського російського народного оркестру, заслужений артист Росії.
103. Гордєєв В'ячеслав Михайлович — народний артист СРСР, артист балету, балетмейстер, педагог і діяч хореографії, соліст Великого театру (1969—1989).
104. Горнишева А.А., начальник управління культури Виконавчого комітету м. Казані.
105. Готов Х.А., народний артист Росії (Карачаєво-Черкеська Республіка).
106. Гочіяєв Р.М., директор Карачаєвського драматичного театру (Карачаєво-Черкеська Республіка).
107. Градковський Валерій Борисович — директор Санкт-Петербурзької державної бюджетної установи культури «Санкт-Петербурзький академічний театр ім. Ленсовета».
108. Грачевський Борис Юрійович — керівник дитячого кіножурналу «Єралаш».
109. Григор'єва Н.Є., мистецтвознавець.
110. Гронський Володимир Геннадійович — директор Санкт-Петербурзької державної бюджетної установи культури «Державний меморіальний музей О. В. Суворова».
111. Грустнова Н.С., економіст.
112. Гунін Б.Г., директор Володимирського відділення Спілки театральних діячів Росії.
113. Гурцкая Діана Гудаївна — заслужена артистка Росії.
114. Гусєв Володимир Олександрович — директор Російського музею.
115. Гусєв В. П. — художній керівник, головний диригент Російського академічного оркестру, народний артист Росії (Новосибірська область).
116. Гуськов Олексій Геннадійович — народний артист Росії.
Д
117. Давлетмірзаєв М.А., народний артист Росії (Чеченська Республіка).
118. Давлетьяров Ренат Фаварисович — продюсер, кінорежисер і сценарист; президент Гільдії продюсерів Росії.
119. Данілін Володимир Миколайович — фокусник-ілюзіоніст, народний артист Росії.
120. Данилян С.Б., продюсер.
121. Даутов Н.А., заслужений діяч мистецтв Росії та Республіки Башкортостан.
122. Девериліна Н.В., керівник Комісії з питань культури Громадської палати Смоленської області, заслужений працівник культури Росії.
123. Демидов Володимир Петрович — директор Академічного музичного коледжу при Московській державній консерваторії ім. П. І. Чайковського.
124. Дербенко Євген Петрович — композитор, заслужений діяч мистецтв Росії (Орловська область).
125. Державін Андрій Володимирович — музикант, співак, композитор, клавішник групи «Машина времени» (з 2000 р.).
126. Діденко Зінаїда Захарівна — народна артистка Росії.
127. Дмитрієв Георгій Петрович — композитор.
128. Долматова І.Е., мистецтвознавець.
129. Дробишева-Разумовська Людмила Іванівна — в. о. ректора (нині — ректор) Пермської державної академії мистецтва і культури.
130. Дружиніна Світлана Сергіївна — заслужена артистка Росії.
131. Дунаєв Микола Іванович — заслужений артист Росії.
Е
132. Ерднієв В. Б. — художній керівник Державного Калмицького ансамблю пісні і танцю «Тюльпан».
133. Ескін С. В. — провідний соліст Державного музичного театру ім. В. Яушева.
Є
134. Євдокимова Людмила Василівна — заслужений працівник культури РФ.
135. Євлоєва Клавдія Ахметівна — композитор, народний артист Росії (Республіка Інгушетія).
136. Євсеєнко Микола Іванович — генеральний директор Хабаровського крайового музичного театру.
137. Єгорова Наталія Сергіївна — акторка, народний артист Росії.
138. Єлкова Валентина Олексіївна — заслужений працівник культури РФ.
139. Ємельянов Олександр Петрович — генеральний директор Хабаровської крайової філармонії.
140. Єрмаков Олександр Іванович — директор музею-садиби «Івановка» (музей С. В. Рахманінова) (Тамбовська область).
141. Єфімов Олександр Вікторович — директор Державного республіканського центру російського фольклору.
Ж
142. Жамбалова Ержена Зугдарівна — заслужений працівник культури Росії (Республіка Бурятія).
143. Женухін А. В. — юрист.
144. Жиганов Іван Назібович — директор Дитячого музичного театру «Домісолька»
145. Жилінський Дмитро Дмитрович — народний художник РРФСР.
146. Житеньов Сергій Юрійович — заступник директора Російського НДІ культурної і природної спадщини ім. Д. С. Лихачова.
147. Жуков Ю. Л. — директор Державного ансамблю пісні Республіки Татарстан.
148. Журавльова Ольга Прохорівна — директор Біробіджанської обласної універсальної наукової бібліотеки ім. Шолом-Алейхема (Єврейська автономна область).
З
149. Забаровський Володимир Іванович — директор Центрального музею Великої Вітчизняної війни.
150. Забірова Ф.М., заступник голови ТРВ ВООПІІК.
151. Завгарова Ф.Х., директор Республіканського центру розвитку традиційної культури.
152. Загидуллін Рашид Муллагалієвич — головний режисер Татарського державного драматичного театру ім. К. Тінчуріна.
153. Задорнов Михайло Миколайович — сатирик.
154. Запашний Аскольд Вальтерович — народний артист Росії.
155. Запашний Едгард Вальтерович — директор Великого Московського державного цирку на проспекті Вернадського.
156. Заріпов Марат Набієвич — народний артист Республіки Татарстан.
157. Захарова Світлана Юріївна — балерина, народна артистка Росії.
158. Захарченко Віктор Гаврилович — керівник Кубанського козачого хору.
159. Звеняцький Юхим Самуїлович — художній керівник Крайового драматичного театру ім. М. Горького.
160. Зеленська Т.Г., мистецтвознавець.
161. Зенгін Сергій Семенович — ректор Краснодарського державного університету культури.
162. Зенкова Т.М., директор навчально-методичного центру народної творчості та культури Забайкальського краю.
163. Золотов Андрій Андрійович — заслужений діяч мистецтв РРФСР.
І
164. Ібрагімов Канта Хамзатович — голова Чеченського регіонального відділення Спілки письменників Росії.
165. Іванов Костянтин Анатолійович — соліст балету, балетмейстер, художній керівник Державного театру опери та балету Республіки Марій Ел.
166. Іванов Микола Олександрович — народний художник Росії.
167. Ігнатьєва Саргилана Семенівна — ректор Арктичного державного інституту мистецтв і культури.
168. Ізотов Михайло Миколайович — народний художник Росії (Володимирська область).
169. Інкажеков В'ячеслав Геннадійович — художній керівник Симфонічного оркестру Хакасской республіканської філармонії.
170. Ісмагілова Лейла Загірівна — башкирський композитор, піаністка, педагог, голова Спілки композиторів Республіки Башкортостан.
171. Ісмагілова Фаріда Багисовна — директор Альметьєвського татарського державного драматичного театру.
К
172. Казаков Сергій Володимирович — актор театру, театральний менеджер, художній керівник Пензенського обласного драматичного театру ім. А. В. Луначарського.
173. Калімуллін Рашид Фагимович — голова Спілки композиторів Республіки Татарстан.
174. Калінін Віктор Григорович — заслужений художник Росії.
175. Калісанов Володимир Віленович — заслужений артист Росії.
176. Кальницька Олена Яківна — генеральний директор ДМЗ «Петергоф».
177. Камбєєв Н.А., директор Національної бібліотеки Республіки Татарстан.
178. Камишев І.П., голова Брянського відділення Спілки театральних діячів Росії.
179. Капустіна Тетяна Костянтинівна — заслужена артистка Росії.
180. Кара Юрій Вікторович — кінорежисер.
181. Каргополова Галина Вікторівна — заслужений працівник культури РФ.
182. Кехман Володимир Абрамович — генеральний директор Михайлівського театру.
183. Кізяков Тимур Борисович — телеведучий.
184. Кільдіярова Ф.А., художній керівник Башкирського академічного театру драми ім. М. Гафурі.
185. Кіндякова Н.В., керівник Астраханського обласного дитячого центру хореографії "Лотос".
186. Кисельов В.І., директор Кіровського коледжу культури, заслужений працівник культури Росії.
187. Кішмахов В.Х., художній керівник Державного театру танцю Карачаєво-Черкеської Республіки.
188. Киргис Зоя Киргисовна — директор Міжнародного наукового центру «Хоомей».
189. Клебанов Ігор Семенович — народний артист Росії.
190. Клименко В.С., художній керівник Барнаульського духового оркестру.
191. Клюєв Борис Володимирович — народний артист Росії.
192. Князєв Євген Володимирович — актор, народний артист Росії, ректор Театрального інституту ім. Б. Щукіна.
193. Кобзон Йосип Давидович — народний артист Росії.
194. Ковальчук Андрій Миколайович — скульптор, педагог, професор, голова Спілки художників Росії.
195. Кожурова О.І., директор Ненецької центральної бібліотеки ім. І.А.Пічкова.
196. Колов С.П., мистецтвознавець.
197. Колякін Олександр Миколайович — директор Санкт-Петербурзької державної бюджетної установи культури «Державний музей історії Санкт-Петербурга».
198. Комарова Н.В., мистецтвознавець.
199. Компанцев А.В., директор Московської державної картинної галереї народного художника Росії В.Нестеренко.
200. Кондиков А.С., ректор Алтайської державної академії культури та мистецтв.
201. Кондрашова Людмила Яківна — заслужена артистка Росії.
202. Константинов Андрій Дмитрович — письменник.
203. Корлякова Н.Г., головний режисер Театру для дітей та юнацтва ЗАТО Сіверськ.
204. Корольова Л.І., генеральний директор Тульської обласної наукової бібліотеки.
205. Коротаєва А.М., заслужений працівник культури РФ.
206. Корчмар Григорій Овшиевич — композитор і піаніст, заслужений діяч мистецтв Російської Федерації.
207. Косвінцева Т.Д., директор Обласного краєзнавчого музею (Єврейська автономна область).
208. Кочемасова Тетяна Олександрівна — кандидат мистецтвознавства.
209. Кочетков Юрій Володимирович — художній керівник автономної установи культури Астраханської області «Театр юного глядача».
210. Кочнев Юрій Леонідович — художній керівник Саратовського академічного театру опери і балету.
211. Кошкін О.А., заслужений працівник культури РФ.
212. Красильников Владилен Дмитрович — народний архітектор Росії.
213. Кривцун Олег Олександрович — доктор мистецтвознавства.
214. Крок Кирило Ігорович — директор Державного академічного театру ім. Є. Вахтангова.
215. Кролл Анатолій Ошерович — джазовий диригент, композитор, піаніст, аранжувальник, народний артист Росії.
216. Кружков Андрій — художній керівник Симфонічного камерного оркестру (Тверська академічна обласна філармонія).
217. Кубалов Е.Т., керівник Державного ордена Дружби народів академічного ансамблю танцю «Алан» Республіки Північна Осетія - Аланія.
218. Кудріна Катерина Леонідівна — ректор Кемеровського державного університету культури і мистецтв.
219. Кузнєцова Т. В. — в. о. ректора Московського державного університету культури і мистецтв.
220. Кузьміна В.К., народна артистка СРСР (Чуваська Республіка).
221. Кукарека Г.Г., відповідальний секретар Спілки письменників «Шінрлт» («Оновлення»), народний поет Республіки Калмикія.
222. Кулакова Р.К., начальник управління культури Виконавчого комітету м. Набережні Челни.
223. Куликова О.М., артистка Мордовської державної філармонії, народна артистка Республіки Мордовія.
224. Куравльов Леонід В'ячеславович — народний артист Росії.
225. Курбанов Р.Х., голова Спілки письменників Республіки Татарстан.
226. Курбатов В.Я., критик, член Президентської ради з культури (Псковська область).
227. Курепіна Т.Ф., мистецтвознавець.
228. Курочкіна Т.І., кандидат мистецтвознавства.
229. Курленя Костянтин Михайлович — ректор Новосибірської державної консерваторії (академії) ім. М. Глінки.
230. Куруленко Еллеонора Олександрівна — ректор Самарської державної академії культури і мистецтв.
231. Куценко Сергій Пилипович — ректор Ярославського державного театрального інституту.
232. Кученов В.М., керівник фольклорного ансамблю "Ульген", заслужений діяч мистецтв Республіки Хакасія.
Л
233. Лаврецова Світлана Василівна — директор Санкт-Петербурзької державної бюджетної установи культури «Театр юних глядачів ім. О. О. Брянцева».
234. Лановой Василь Семенович — народний артист СРСР.
235. Лавринович Емма Василівна — директор Санкт-Петербурзької державної бюджетної установи культури «Великий концертний зал „Жовтневий“».
236. Лаптєв Юрій Костянтинович — народний артист.
237. Лаптєва Ганна Григорівна — народна артистка Росії (Амурська область).
238. Лебедєв Віктор Григорович — народний артист Росії, академік Петровської академії наук і мистецтв, професор, керівник і головний диригент оркестру народних інструментів «Малахіт».
239. Левітін Анатолій Павлович — народний художник РРФСР.
240. Левикін Костянтин Григорович — директор Державного історичного музею.
241. Легкобит Павло Іванович — заслужений артист Росії.
242. Леняшин Володимир Олексійович — доктор мистецтвознавства, директор Державного Російського музею (1985—1988).
243. Леонова Марина Костянтинівна — ректор Московської державної академії хореографії.
244. Лещенко Лев Валер'янович — народний артист РРФСР.
245. Линховоїн Д.Л., народна артистка Росії (Республіка Бурятія).
246. Литвинов А. Р. — заслужений діяч культури Росії.
247. Литвинов Н. В. — заслужений артист Росії.
248. Лихоманов Антон Володимирович — генеральний директор Російської національної бібліотеки.
249. Ліб Олександр Іванович — художній керівник ансамблю «Псков», заслужений артист Росії.
250. Ліпс Фрідріх Робертович — баяніст, професор Російської академії музики ім. Гнесіних.
251. Лєсовой Олександр Миколайович — генеральний директор ВХНРЦ ім. І. Е. Грабаря.
252. Ломова М. Ф. — кандидат педагогічних наук.
253. Лошаков Олег Миколайович — заслужений художник Росії.
254. Лубченко А. В. — художній керівник-директор Державного Приморського театру опери і балету.
255. Лужина О.М., кандидат юридичних наук.
256. Лунгін Павло Семенович — народний артист Росії.
257. Любавін Анатолій Олександрович — народний художник Росії. Віце-президент Російської академії мистецтв. Ректор Московського державного академічного інституту ім. В. І. Сурікова з 2011 року.
258. Любецька Т. Е. — мистецтвознавець.
259. Любимов Борис Миколайович — ректор Вищого театрального училища (інституту) ім. М. С. Щепкіна при Державному академічному Малому театрі Росії.
М
260. Майорова Л.Ю., мистецтвознавець.
261. Максимов Євген Миколайович — народний художник Росії.
262. Манджиєв А.М., генеральний директор Калмицької державної філармонії.
263. Малишев Антон Володимирович — виконавчий директор Фонду соціальної та економічної підтримки.
264. Малишев Володимир Сергійович — ректор Всеросійського державного університету кінематографії ім. С. А. Герасимова.
265. Манжос Віктор Васильович — голова Національно-культурної автономії українців Камчатки «Співдружність».
266. Марокін В. Ф. — заслужений художник Росії.
267. Маслакова С.Г., заслужений працівник культури РФ.
268. Мастранджело Фабіо — італійсько-російський диригент і піаніст, художній керівник СПб ГАУК «Театр „Мюзик-хол“» (Санкт-Петербург).
269. Матвєєв В. Р. — народний артист Росії (Амурська область).
270. Махотін Юрій Андрійович — народний художник Росії (Брянська область).
271. Мацуєв Денис Леонідович — піаніст, народний артист Росії.
272. Маяровська Галина Василівна — ректор Російської академії музики ім. Гнесіних.
273. Медведєв Сергій Геннадійович — заслужений художник Росії.
274. Мелік-Пашаєв Ованес Нерсессович — співголова Форуму російських співвітчизників у Болгарії.
275. Мелік-Пашаєва Карина Левоновна — ректор Російської академії театрального мистецтва (рос. ГИТИС).
276. Мельникова Анастасія Рюріковна — заслужена артистка Росії («Вулиці розбитих ліхтарів»).
277. Мельникова Тамара Михайлівна — директор Державного Лермонтовського музею-заповідника «Тархани» (Пензенська область).
278. Месхієв Дмитро Дмитрович — голова Союзу кінематографістів Санкт-Петербурга.
279. Метелиця Наталія Іванівна — директор Санкт-Петербурзького державного музею театрального і музичного мистецтва.
280. Мечетіна Катерина Василівна — піаністка.
281. Милованов Леонід Петрович — народний артист Росії.
282. Михайлов Олександр Якович — народний артист Росії.
283. Михайлова Тетяна Вікторівна — заслужений працівник культури РФ.
284. Михайловський Семен Ілліч — ректор Санкт-Петербурзького державного академічного інституту живопису, скульптури та архітектури ім. І. Ю. Рєпіна.
285. Мізері Світлана Миколаївна (у списку — Мізера) — народна артистка Росії.
286. Міндлін Михайло Борисович — кандидат мистецтвознавства.
287. Мінков Віктор Михайлович — директор Санкт-Петербурзької державної бюджетної установи культури «Театр „Притулок комедіанта“».
288. Мірошниченко Виктор Васильевич — заслуженный артист России.
289. Мірошниченко Сергій Валентинович — кінорежисер-документаліст, сценарист, педагог, професор.
290. Мічрі Олександр Ілліч — заслужений художник Росії.
291. Могучий Андрій Анатолійович — художній керівник Великого драматичного театру ім. Товстоногова.
292. Морозов Олексій Вікторович — директор Московського державного академічного художнього училища пам'яті 1905 року.
293. Морозов Н.А., заслужений артист Республіки Татарстан.
294. Мостиканов Олександр Валентинович — ректор Астраханської державної консерваторії (академії).
295. Мубарякова Гюллі Арсланівна — Народна артистка СРСР (1990).
296. Музакаєва М. А. — народна артистка Чеченської Республіки.
297. Мукасей Анатолій Михайлович — народний артист Росії.
298. Мунтагіров Олександр Абубакірович — народний артист Росії.
299. Муртазіна М. Г. — професор Уфімської державної академії мистецтв ім. З. Ісмагілова (Республіка Башкортостан).
300. Мустаєв А.Г., голова Спілки театральних діячів Удмуртської Республіки.
301. Мусагітов Ф. Н. — директор Татарського державного драматичного театру ім. К. Тінчуріна.
302. Мутигулліна Р., заслужена артистка Росії.
303. Мухаметзянов Рауфаль Сабирович — директор Татарського державного академічного театру опери та балету ім. М. Джаліля.
304. Мухаметов Ф. В. — директор Болгарського державного історико-архітектурного музею-заповідника.
305. Мухін Микола Олександрович — народний художник Росії.
306. Мухіна Надія Миколаївна — кандидат мистецтвознавства.
307. Мизіна Лариса Іванівна — директор Кемеровського обласного музею образотворчих мистецтв.
Н
308. Назаренко Тетяна Григорівна — заслужений художник Росії.
309. Назаров Юрій Володимирович — народний артист Росії.
310. Назіпова Гульчачак Рахімзяновна — директор Національного музею Республіки Татарстан.
311. Натансон Георгій Григорович — режисер театру і кіно.
312. Нестеренко Василь Ігорович — народний художник Росії.
313. Нехай Аслан Касимович — художній керівник Державного ансамблю народної пісні і танцю «Ісламей».
314. Никоненко Сергій Петрович — народний артист Росії.
315. Нікєєв Володимир Арсенійович — артист Омського державного музичного театру.
316. Нікітушкін Віктор Олександрович — народний артист Росії.
317. Ніколаєв М.І., диригент джазового оркестру Філармонії Республіки Татарстан.
318. Ніконенко С. П., народний артист РРФСР.
319. Ніконов Павло Федорович — народний художник Росії.
320. Новікова І.М., директор Великого концертного залу Республіки Татарстан.
321. Нургалеєва Розалія Міргалімовна — директор Державного музею образотворчих мистецтв Республіки Татарстан.
О
322. Образцова Олена Василівна — народна артистка СРСР.
323. Обухов Георгій Тихонович — артист драми Алтайського крайового театру драми ім. В. М. Шукшина.
324. Овчинников Володимир Павлович — директор Центральної музичної школи при Московській державній консерваторії ім. П. І. Чайковського.
325. Окольніков І.Я., директор Хакаського національного театру ляльок «Казка».
326. Окороков Олександр Васильович — в. о. директора Російського інституту культурології.
327. Окунєв В'ячеслав Олександрович — народний художник Росії.
328. Олешня Сергій Миколайович — заслужений художник Росії.
329. Омаєв Дагун Ібрагімович — заслужений артист Росії (Чеченська Республіка).
330. Орлова Олена Вікторівна — заслужена артистка Росії.
331. Оссовський Сергій Петрович — живописець.
332. Оськін А.А., заслужений діяч культури Росії.
333. Ошеров Юрій Петрович — актор, режисер, художній керівник Саратовського академічного театру юного глядача ім. Ю. П. Кіселева.
П
334. Панкратов-Чорний Олександр Васильович — заслужений артист Росії.
335. Панюшева Н. Н. — журналист.
336. Параджанов Георгій Георгійович — актор, режисер, сценарист, художник. Племінник Сергія Параджанова.
337. Паршиков Микола Олександрович — ректор Орловського державного інституту мистецтв і культури.
338. Пахомова Е.В., економіст.
339. Пашина Ольга Олексіївна — науковий секретар Державного інституту мистецтвознавства, доктор мистецтвознавства.
340. Пермякова Олександра Андріївна — директор та художній керівник Хору ім. П'ятницького.
341. Петров А. К. — головний диригент хору Академії хорового мистецтва ім. В. С. Попова.
342. Петрухно Алла Сергіївна — директор музею-заповідника «Олександрова Слобода».
343. Пилипчук Людмила Володимирівна — генеральний директор Державної філармонії Кузбасу.
344. Пічугін Едуард Анатолійович — генеральний директор «Ленфільму».
345. Пічул Василь Володимирович — кінорежисер.
346. Платонов Юрій Павлович — народний архітектор Росії.
347. Пліско І.А., член Спілки кінематографістів.
348. Пожигайло П.А., виконавчий директор Всеросійського хорового товариства.
349. Полієнко Іван Олексійович — заслужений художник Росії.
350. Попіліна Л.А., заслужена артистка Росії.
351. Поляков Юрій Михайлович — драматург.
352. Поповичев Олександр Васильович — художній керівник Державного ансамблю танцю «Івушка» Тамбовської області.
353. Пореченков Михайло Євгенович — заслужений артист Росії.
354. Посохін Михайло Михайлович — народний архітектор Росії.
355. Пригожин Йосип Ігорович — продюсер.
356. Пьявко Владислав Іванович — народний артист СРСР, оперний співак (тенор), педагог.
Р
357. Раєвський Валерій Олександрович — художній керівник Вятського симфонічного оркестру (Кіровська область).
358. Расторгуєв Микола В'ячеславович — народний артист Росії.
359. Расторгуєва Ольга Борисівна — директор музейного центру «Спадщина Чукотки».
360. Расхлєєва М.А., заслужений художник Росії.
361. Рахаєв Анатолій Ісмаїлович — ректор Північно-Кавказького державного інституту мистецтв.
362. Редчиц О.Ф., голова Асоціації творчих спілок Томської області.
363. Ржевська Олена Олександрівна — кандидат мистецтвознавства.
364. Рінгер І.М., заступник голови Спілки композиторів Росії.
365. Рибін Олексій Вікторович — продюсер, сценарист, один із засновників групи «Кино».
366. Роготнєв Микола Серафимович — головний диригент Державного симфонічного оркестру Удмуртської Республіки.
367. Рожин А.А., кандидат мистецтвознавства.
368. Розум Юрій Олександрович — народний артист Росії.
369. Романов Віталій Володимирович — директор Санкт-Петербурзького музичного ліцею Комітету з культури.
370. Рубан Микола Івановичnbsp;— генеральний директор Хабаровського крайового музею ім. Н. І. Гродекова.
371. Руденко Гульзада Ракіповнаnbsp;— директор Елабужского музею-заповідника.
372. Рудін Іван Олександрович — піаніст.
373. Рукавишніков Олександр Іуліанович — заслужений художник Росії.
374. Рукавишніков Філіп Олександрович — скульптор.
375. Рунов В. В. — заслужений працівник культури Росії.
376. Рушанін Володимир Якович — ректор Челябінської державної академії культури і мистецтв.
С
377. Савельєва Ганна Дмитрівна — народна артистка Росії (Камчатський край).
378. Савельева Любовь Ивановна — народный художник России.
379. Савіна Валентина Михайлівна — директор Державного училища циркового та естрадного мистецтва ім. М. М. Румянцева (Карандаша).
380. Савостюк Олег Михайлович — народний художник РРФСР.
381. Салахов Т. Т. — народний художник СССР.
382. Санджиєв Дмитро Микитович — заслужений художник Росії.
383. Сапунов Володимир — директор музичних колективів «Машина времени» і «Воскресіння».
384. Саурова Л. М. — Заслужений працівник культури Російської Федерації.
385. Сафронов Михайло В'ячеславович — генеральний директор Свердловського державного академічного театру музичної комедії.
386. Севастьянов В. І. — заслужений діяч мистецтв Росії і Татарстану.
387. Севідов Аркадій Гаврилович — народний артист Росії.
388. Семенова Лілія Анатоліївна — директор Молодіжного театру на Фонтанці.
389. Сенчина Людмила Петрівна — народна артистка Росії.
390. Серейчик С. С. — директор Центральної бібліотеки ім. М. Ю. Лермонтова.
391. Сивушов Анатолій Ігорович — кінопродюсер.
392. Сімкіна Наталія Вартанівна — завідувачка відділу мистецтва XX-XXI століть Красноярського художнього музею ім. В. І. Сурікова.
393. Сиповська Наталія Володимирівна — директор Державного інституту мистецтвознавства, доктор мистецтвознавства.
394. Сіренко Ігор Михайлович — художній керівник Московського драматичного театру «Сопричастность».
395. Склярук Борис Миколайович — заслужений художник Російської Федерації (Ульяновська область).
396. Славутський Олександр Якович — художній керівник, директор Казанського державного академічного російського Великого драматичного театру ім. В. І. Качалова.
397. Сладковський Олександр Віталійович — головний диригент і художній керівник Державного симфонічного оркестру Республіки Татарстан.
398. Слободчук Віталій Іванович — художній керівник Бєлгородського державного академічного драматичного театру ім. М. С. Щепкіна.
399. Смирнов Ю. П. — народний артист Росії.
400. Снєжкін Сергій Олегович — народний артист Росії.
401. Соколов Олександр Сергійович — ректор Московської державної консерваторії ім. П. І. Чайковського.
402. Соломін Юрій Мефодійович — художній керівник Державного академічного Малого театру Росії.
403. Сотіріаді Рената Володимирівна — заступник директора ГБУК р Москви «Московський театр на Таганці».
404. Співак Семен Якович — художній керівник Молодіжного театру на Фонтанці.
405. Співаков Володимир Теодорович — народний артист СРСР.
406. Стадлер Сергій Валентинович — скрипаль-віртуоз, диригент, педагог. Художній керівник і головний диригент Симфонічного оркестру Росії з 2007 року. Народний артист Росії.
407. Стеблов Євген Юрійович — народний артист Росії.
408. Степанов Микола Миколайович — диригент Смоленського народного оркестру ім. В. П. Дубровського.
409. Степанова Лілія Олексіївна — директор національного ансамблю пісні і танцю Карелії «Кантеле».
410. Степанов Юхим Миколайович — заслужений артист Росії.
411. Стрельцов Анатолій Андрійович — директор Іркутського академічного драматичного театру ім. М. П. Охлопкова.
412. Стужев Віталій Львович — народний артист Росії.
413. Судаков В. В. — заслужений працівник культури Росії.
414. Суханов В. П. — заслужений діяч мистецтв Росії.
415. Сироватка Н. В. — художній керівник Театру національних культур «Забайкальські візерунки».
Т
416. Табаков Олег Павлович — художній керівник МХТ ім. А. П. Чехова.
417. Таміндарова Миляуша — художній керівник Державного камерного хору Республіки Татарстан.
418. Тализіна Валентина Ілларіонівна — народна артистка Росії.
419. Тарасова Н. К. — народна артистка Росії.
420. Таратинова Ольга Владиславівна — директор ГМЗ «Царське Село».
421. Татарников Михайло Петрович — музичний керівник і головний диригент Михайлівського театру (Санкт-Петербург).
422. Теличкіна Валентина Іванівна — народна артистка Росії.
423. Тельнов Олексій Миколайович — генеральний директор ВАТ «ТПО „Санкт-Петербурзька студія документальних фільмів“».
424. Теслик Олександр Іванович — народний художник Росії.
425. Тимофєєв Володимир Миколайович — директор СПб ГБУК «Державний музей міської скульптури».
426. Тихомиров Олександр Євгенович — народний художник Росії (Амурська область).
427. Тихонов А. Н. — заслужений архітектор Росії.
428. Ткачов Юрій Миколайович — художній керівник ансамблю солістів «Російська мозаїка».
429. Толстіков Олександр Генріхович — художник Росії.
430. Томська Людмила Іванівна — генеральний директор «Петербург-кіно».
431. Трофимов Сергій В'ячеславович — заслужений артист Росії.
432. Туйсіна Р. Г. — заслужена артистка Росії, народна артистка Республіки Башкортостан.
433. Тураєв П. А. — заслужений художник Росії.
434. Тургаєв Олександр Сергійович — ректор Санкт-Петербурзького державного університету культури і мистецтв.
435. Тураєва І. В. — мистецтвознавець.
436. Тюфяков С. М. — заслужений діяч мистецтв Росії.
У
437. Углінська Л. А. — економіст.
438. Угольников Ігор Станіславович — актор, кінорежисер, сценарист і продюсер; голова Телерадіомовної організації Союзної держави.
439. Ульянич Віктор Степанович — композитор.
440. Урін Володимир Георгійович — генеральний директор Державного академічного Великого театру Росії.
441. Усов Леонтій Андрійович — заслужений художник Росії (Томська область).
442. Учитель Олексій Юхимович — кінорежисер, народний артист Росії.
Ф
443. Файзрахманов А. Ф. — художній керівник Державного ансамблю фольклорної музики Республіки Татарстан.
444. Файзрахманов Р. Ф. — директор Набережночелнинського державного татарського драматичного театру.
445. Файзулліна Ю. Р. — начальник управління культури Виконавчого комітету Елабузького муніципального району.
446. Файзиєв Джахонгир Хабібуллаєвич — кінорежисер.
447. Федоренко А. С. — письменник.
448. Федоров Віктор Васильович — президент Російської державної бібліотеки.
449. Федоровська Л. Б. — мистецтвознавець.
450. Федосєєва М. О. — художній керівник ансамблю «Услада», Заслужений працівник культури Росії (Тульська область).
451. Фертельмейстер Едуард Борисович — ректор Нижегородської державної консерваторії (академії) ім. М. І. Глинки.
452. Фокін Валерій Володимирович — народний артист Росії, художній керівник Александрінського театру.
453. Фурманов Рудольф Давидович — художній керівник Санкт-Петербурзького театру «Російська антреприза» ім. Андрія Миронова, народний артист Росії.
Х
454. Хабарова М. В. — заслужений працівник культури РФ.
455. Хазанов Геннадій Вікторович — народний артист Росії.
456. Хайруллін Ільдар — заслужений артист Росії.
457. Хаметов А. Р. — художній керівник Державного ансамблю пісні і танцю Республіки Татарстан.
458. Харатьян Дмитро Вадимович — народний артист Росії.
459. Харісов Р. М. — народний поет Республіки Татарстан.
460. Хіра Н. М. — керівник дитячого зразкового танцювального колективу «Морошки» (Ненецький автономний округ).
461. Хомова Ольга Сергіївна — директор Державної академічної капели Санкт-Петербурга.
462. Хотиненко Володимир Іванович — режисер, народний артист Росії.
463. Худяков Костянтин Васильович — народний художник Росії.
Ц
464. Цвігун Віктор Павлович — директор Чукотського ескімоського ансамблю «Ергирон».
465. Церетелі Зураб Костянтинович — президент Російської академії мистецтв.
466. Цигаль В. Є. — заслужений художник Росії.
467. Цискарідзе Микола Максимович — народний артист Росії.
Ч
468. Чалова Зоя Василівна — директор Центральної міської публічної бібліотеки ім. В. В. Маяковського.
469. Чаркін Альберт Серафимович — народний художник Росії.
470. Чегодаєва Марія Андріївна — доктор мистецтвознавства
471. Чепуров Олександр Анатолійович — заслужений діяч мистецтв Росії.
472. Чернушенко Владислав Олександрович — художній керівник Державної академічної капели Санкт-Петербурга.
473. Чурсіна Людмила Олексіївна — народна артистка СРСР.
474. Чурсіна Ольга Сергіївна — член Союзу кінематографістів Росії.
Ш
475. Шадський Валерій Миколайович — художній керівник Рязанського державного обласного театру ляльок, заслужений діяч мистецтв Росії.
476. Шадижева Фаріза Магомедівна — голова Спілки композиторів Республіки Інгушетія.
477. Шаймарданов Роберт Шайхильєвич — директор Мензелінского державного татарського драматичного театру ім. С. Амутбаева.
478. Шалашов Олексій Олексійович — генеральний директор Московської державної академічної філармонії.
479. Шамсієв Фарид Шамилевич — директор Казанського державного театру юного глядача.
480. Шаріпов Ірек Ільдусович — директор Будинку дружби народів Республіки Татарстан.
481. Шароєв Антон Георгійович — керівник камерного оркестру «Камерата Сибіру» (Тюменська область).
482. Шахназаров Карен Георгійович — кінорежисер, заслужений діяч мистецтв Росії
483. Шварцкопф Юрій Олексійович — директор Санкт-Петербурзької державної бюджетної установи культури «Санкт-Петербурзький державний театр музичної комедії».
484. Шевельков Володимир Олексійович — російський актор і кінорежисер.
485. Шевченков Олексій Володимирович — заслужений артист Росії.
486. Шепелєва Наталія Геронтіївна — кандидат мистецтвознавства.
487. Шершньова Валентина Олексіївна — керівник Омського відділення Спілки театральних діячів.
488. Шилов Олександр Максович — народний художник СРСР.
489. Ширшова Любов Василівна — доктор мистецтвознавства.
490. Шишкін Ігор Геннадійович — ректор Тюменської державної академії культури, мистецтв і соціальних технологій.
491. Шойдагбаєва Галина Бадмажапівна — оперна співачка, народ (Республіка Бурятія).на артистка СССР
492. Шляхтов В'ячеслав Григорович — заслужений артист Росії.
493. Шрадер Юрій Іванович — кіноактор.
494. Шуб Юлій Германович — директор Санкт-Петербурзької державної бюджетної установи культури «Театр-фестиваль „Балтійський дім“».
495. Шумаков Микола Іванович — народний архітектор Росії.
496. Шумська Ірина Павлівна — директор Національного театру Республіки Карелія.
497. Шутіков А. І. — художній керівник Державного оркестру народних інструментів Республіки Татарстан.
Щ
498. Щербаков Михайло Олександрович — художній керівник і головний диригент Академічного симфонічного оркестру Самарської філармонії.
499. Щербакова Олена Олександрівна — художній керівник «Державного академічного ансамблю народного танцю ім. Ігоря Моїсеєва».
Ю
500. Юдахіна Ольга Леонідівна — художній керівник Дитячого музичного театру «Домісолька».
501. Юдельсон Володимир Йосипович[ru] — директор Музичного театру Кузбасу, заслужений працівник культури Росії.
502. Юденич Інга Вадимівна — кандидат мистецтвознавства
503. Юдін Владислав Павлович — директор Бугульмінського державного російського драматичного театру ім. А. Баталова.
504. Юдін Павло Євгенович — директор НДІ культурної і природної спадщини імені Д. С. Лихачова.
505. Юсупов Рівкат Рашидович — ректор Казанського державного університету культури і мистецтв.
Я
506. Яковлєв Валерій Миколайович[ru] — народний артист СРСР (Чувашская Республіка).
507. Якупов І. І. — директор Татарського державного академічного театру ім. Г. Камала.
508. Якупов Олександр Миколайович — заслужений діяч мистецтв Росії.
509. Яппарова Роза Саітнурівна — директор Театру ляльок «Экият».
510. Ярмієв Мансур Зіннурович — директор Казанського татарського державного театру юного глядача ім. Г. Карієва.

## Критика
Частина діячів культури, які підписалися під зверненням, зазнали критики своїх колег. Наприклад, вчена рада Львівської національної музичної академії імені Миколи Лисенка позбавила звання почесного професора Юрія Башмета, яке було присвоєно йому в 2012 році. Крім того, Російський драматичний театр Литви відмовився від гастролей на фестивалі «Зустрічі в Росії» в Санкт-Петербурзі, оскільки організатором фестивалю був підписант звернення Сергій Шуб. Періодично подібні акції протесту відбуваються в США, зокрема в цих акціях бере участь український піаніст Павло Гінтов.

### Казус
У списку підписантів вказано заслуженого художника Росії Цигаль В. Ю. Цим даним відповідають дві особи: Віктор Цигаль і Володимир Цигаль. Але обидва художники вже померли — в 2005 та 2013 роках відповідно.

## Цікаві факти
- У серпні 2016 Йосип Пригожин, продюсер і чоловік співачки Валерії, заявив, що жодних підписів на підтримку агресивної політики Путіна ні він, ні Валерія не давали. На момент заяви їхні прізвища значились у зазначеному листі Міністерства культури РФ[14]. Відомо, що через свою позицію щодо підтримки політики Путіна співачка мала проблеми з концертною діяльністю.